# Pelouro (artilharia)

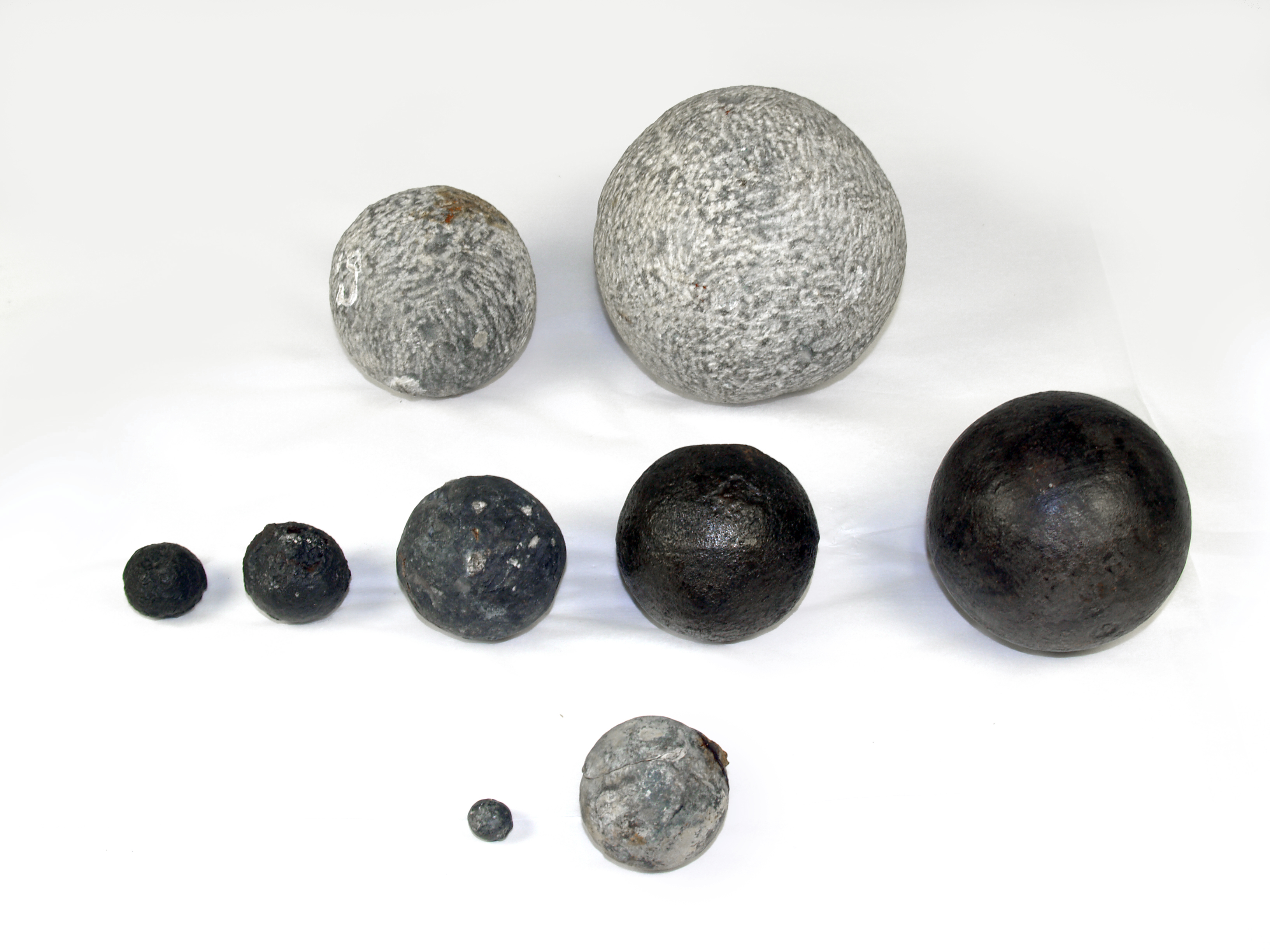
Pelouros de pedra e de metal

Pelouro era a designação dos projécteis das antigas peças de artilharia. Esta bala não possuía carga explosiva no seu interior e era dispara por canhões e seus derivados. O seu diâmetro era ligeiramente inferior ao do cano da boca de fogo.

## Visão geral
Inicialmente eram feitas de pedra (granito ou calcário) e, a partir so século XVII de ferro. Eram projécteis de boa precisão, para a época, eram utilizados para destruírem os cascos de madeira dos navios, as fortificações ou como arma anti-pessoal de longo alcance. Juntamente com as balas de chumbo e a metralha, os pelouros constituíram os primeiros projécteis das armas de fogo. Em inlgês, recebem a designação de "cannonball".

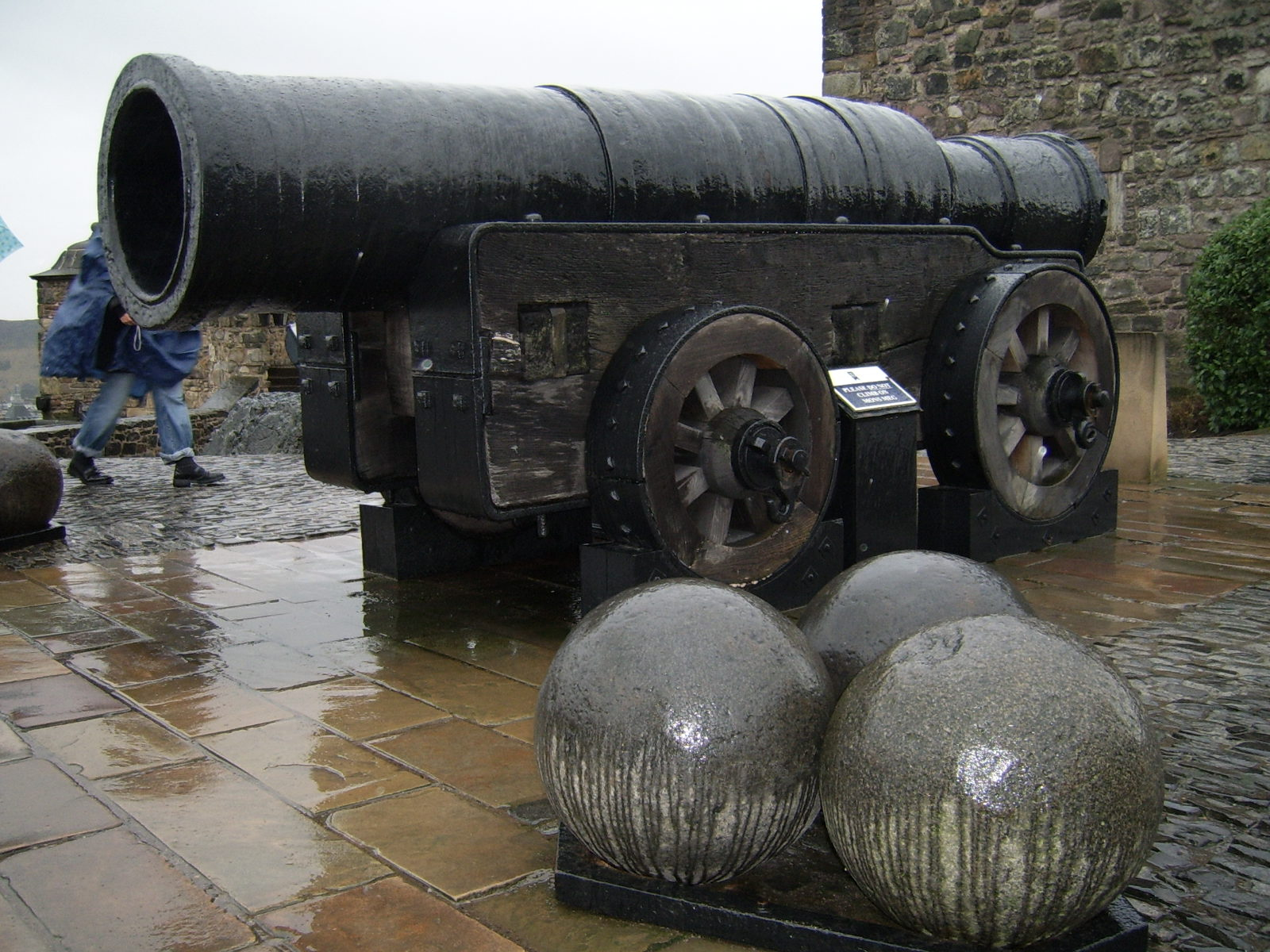
Bombarda medieval com balas de grande calibre (50cm)
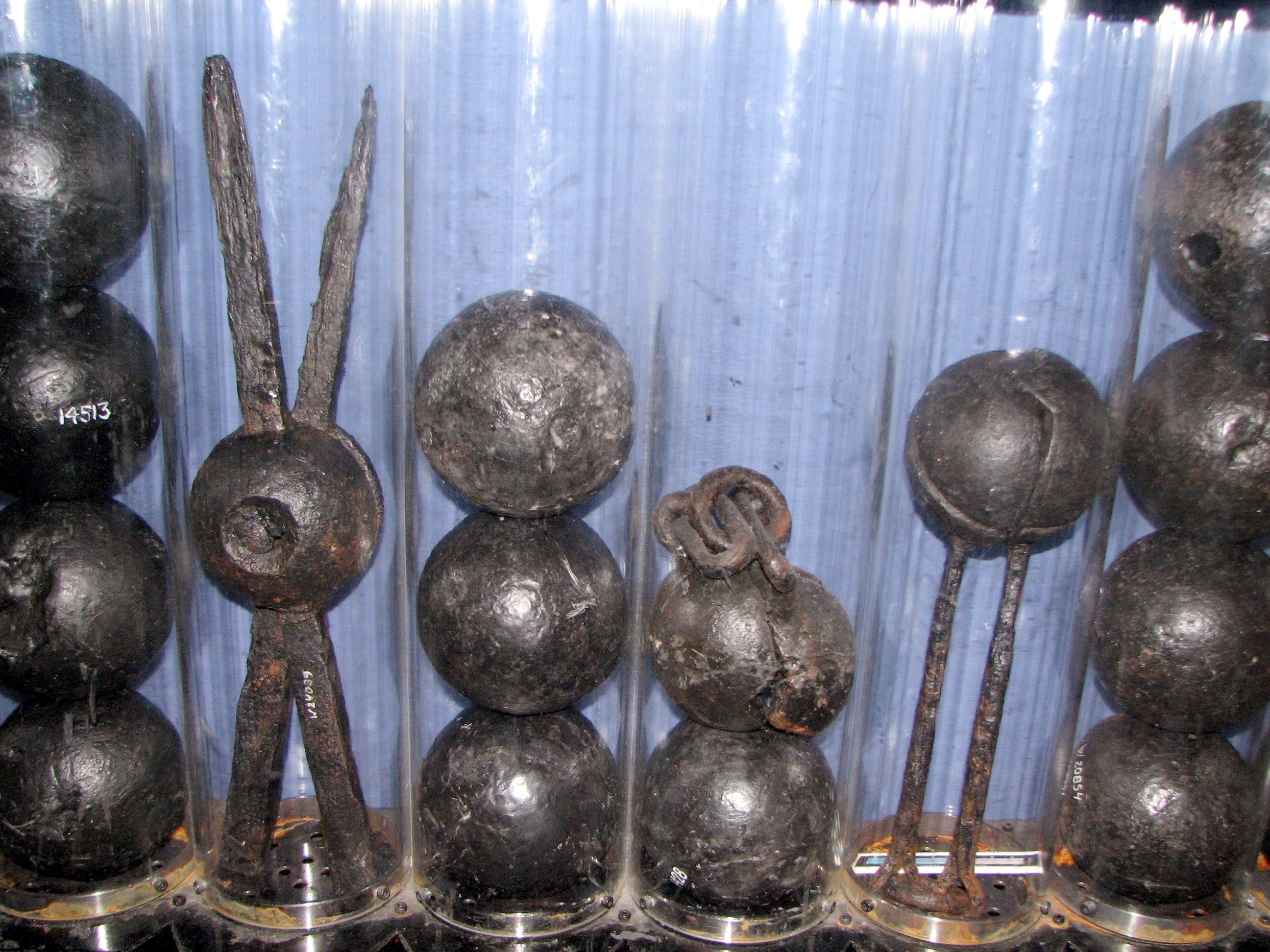
Balas retiradas do navio Vasa.

## Em armas de mão
O termo pelouro não se aplica apenas a projéteis de artilharia pesada; aplica-se também às balas esféricas utilizadas em armas de mão, como mosquete e arcabuz, e em inglês, recebem a denominação de "musket ball".